# 鮫島康夫
鮫島 康夫（さめしま やすお、1949年2月28日 - ）は、鹿児島県出身の元プロ野球選手（捕手）。

## 来歴・人物
川内実業高等学校から城西大学、卒業後1年間はアルバイトをしながら大学で練習の末、1972年ドラフト外で太平洋クラブライオンズにテスト入団。
わずか1年間の在籍で、一軍公式戦の出場がなく、1973年引退した。
引退後は鹿児島ボディビルディング連盟の理事長をつとめる。

## 詳細情報

### 年度別投手成績
- 一軍公式戦出場なし

### 背番号
- 62 （1973年）